# Danny Bilson
Daniel Bilson (Los Ángeles, 25 de julio de 1956) es un guionista, director y productor estadounidense de cine, televisión, videojuegos y cómics. Junto con su frecuente colaborador, Paul De Meo, es conocido por ser el guionista de la película The Rocketeer (1991) y creador, guionista, productor y director de las series de televisión Viper (1994, 1996), The Sentinel (1996) y The Flash (1990). Ha escrito varios números del cómic The Flash, así como los guiones de varios videojuegos, como James Bond 007: Everything or Nothing (2003). 
Da 5 Bloods (2020), basada en un guion escrito por Bilson y De Meo, se estrenó tras la muerte de De Meo.
Además de trabajar activamente como guionista y productor, Bilson es profesor titular de la Universidad del Sur de California (USC), donde ocupa el cargo de Director de Juegos de la USC y el de Presidente de la División de Medios Interactivos y Juegos de la Escuela de Cine de la USC.

## Vida personal
Nació en el seno de una familia del mundo del espectáculo en Los Ángeles, California, hijo de Mona (Weichman) y del director Bruce Bilson (Embrujada, Get Smart, Hogan's Heroes). De niño, descubrió su pasión por los cuentos y los juegos, que influirían enormemente en su carrera.
Tiene tres hijas; la mayor, Rachel Bilson (nacida el 25 de agosto de 1981) es actriz, destacada por su papel en The O.C. y Hart of Dixie. Junto a su esposa Heather Medway y sus dos hijas menores, residen en Los Ángeles.

## Carrera
Bilson se graduó en la Universidad Estatal de California, en San Bernardino. Allí conoció y se asoció con su mejor amigo y compañero de escritura durante mucho tiempo, Paul De Meo, y juntos fundaron Pet Fly Productions.

### Trancers
Después de graduarse en la universidad, Bilson se esforzó por construir una carrera en el negocio del cine, trabajando como extra mientras escribía guiones. Bilson y De Meo produjeron su primer guion, Trancers (1985), una historia noir sobre un detective del futuro que viaja en el tiempo. La película se convirtió en un clásico de culto, y la narrativa era tan atractiva que se convirtió en una franquicia que generó cinco secuelas. Trancers tiene actualmente una puntuación de frescura del 83% en Rotten Tomatoes.

### Zone TroopersandThe Wrong Guys
Bilson debutó como director con otro clásico de culto, Zone Troopers (1985), también coescrito por De Meo, una historia de soldados estadounidenses de la Segunda Guerra Mundial que encuentran una nave espacial alienígena.
A continuación, el dúo interpretó los mismos papeles en The Wrong Guys (1988), una parodia cómica de los boy scouts.

### The Rocketeer
Bilson y De Meo iniciaron la adaptación al guion del cómic The Rocketeer en 1985. Mientras escribían para Disney, los socios superaron los altibajos de cinco años de desarrollo de la película. La película se estrenó en los cines en 1991, con la ausencia de escenas clave eliminadas que sólo se restauraron años más tarde como parte del lanzamiento en vídeo doméstico. The Rocketeer se ha convertido en una de las películas de acción real de Disney más queridas de los años 90, y recientemente se ha anunciado su reinicio como franquicia cinematográfica y como serie de animación.

### La televisión de los 90 y el espectáculo
Durante la mayor parte de la década de los 90, Bilson y De Meo trabajaron como productores ejecutivos y creadores de varias series de acción-aventura y ciencia ficción para múltiples estudios y cadenas, incluyendo la primera encarnación televisiva de The Flash, y múltiples series de acción Viper, Human Target y The Sentinel.

### Artes electrónicas & El Sims
Tras un encuentro casual con el entonces presidente de Electronic Arts en el año 2000, Don Mattrick, Bilson -un ávido jugador de videojuegos y de mesa de toda la vida- fue contratado como jefe de producción para centrarse en guiar el desarrollo creativo y narrativo de la propiedad intelectual en EA. Durante ese tiempo, fue productor consultor del videojuego Los Sims (2000), así como ejecutivo creativo de la franquicia de videojuegos Harry Potter de EA, trabajando directamente con JK Rowling y actuando como enlace entre la aclamada autora, EA y la distribuidora de la película de Harry Potter, Warner Bros. También escribió para múltiples franquicias de juegos de EA, como Command & Conquer, Medal of Honor y James Bond 007.

### THQ
En 2008, THQ se dirigió a Bilson para que asumiera el cargo de vicepresidente de producción creativa, asumiendo formalmente la misma función que había desempeñado de manera informal en EA. Los ejecutivos de la compañía, tras comprobar el impacto positivo que su aportación tenía en los títulos en desarrollo y su capacidad de liderazgo a la hora de interactuar con los desarrolladores y el personal de marketing, le ascendieron a Vicepresidente Ejecutivo de Producción Global y Marketing.
En ese puesto, Bilson dirigió más de una docena de estudios de producción de propiedad interna y más de 30 empleados de marketing, administración y operaciones en la sede de THQ en Agoura Hills. Una de sus primeras tareas fue desarrollar un marco estratégico claro para la cartera heredada de estudios que poseía la empresa, ya que muchos habían sido adquiridos previamente sin que existiera uno, lo que dio lugar a que la empresa poseyera más de 20 estudios en su momento álgido.
Tras el doloroso proceso de tener que racionalizar el personal y los estudios, Bilson -con su socio DeMeo actuando como ejecutivo de diseño narrativo- se centró en construir y cultivar las franquicias de "juegos Core", presionando a los ejecutivos para obtener suficientes fondos de producción y marketing para lanzar y/o mantener franquicias nuevas y en curso como Saints Row, Red Faction, Darksiders, MX vs ATV, Homefront, De Blob y Metro 2033. También dirigió los lanzamientos de nuevas entregas de IP con licencia Core como WWE Smackdown vs Raw y el exitoso lanzamiento de la franquicia de videojuegos UFC.
A pesar de los primeros resultados positivos de la unidad de negocio principal que dirigía Bilson, las enormes inversiones de la empresa en su unidad de negocio infantil y familiar, que se dirigía por separado y estaba en declive, siguieron lastrando sus resultados financieros generales. Tras lanzar con éxito un periférico para la Nintendo Wii -la mesa de juegos uDraw- en 2010, los ejecutivos de THQ realizaron una agresiva inversión para lanzar un periférico uDraw para las entonces nuevas consolas Xbox 360 y PlayStation 3 en 2011. El producto no se vendió, lo que dio lugar a una cancelación masiva, al cierre de la división Kids & Family y a la dependencia exclusiva del negocio de Bilson's Core Games para impulsar los ingresos de la empresa.
Lamentablemente, el déficit de 100 millones de dólares creado por uDraw, unido a los continuos gastos en licencias de Kids and Family, puso a la empresa en una situación financiera desesperada de la que nunca se recuperó. Bilson dejó THQ en 2012, y le sucedió Jason Rubin, que era el presidente de THQ antes de su cierre por quiebra el 23 de enero de 2013.

### Cómics, enseñando y escritura
Paralelamente a su trabajo en EA y THQ, Bilson y DeMeo siguieron escribiendo cómics, a veces para apoyar la propiedad intelectual interna de THQ, pero también coescribiendo The Flash: The Fastest Man Alive para DC Comics con el actor Adam Brody, así como una miniserie para Wildstorm Comics llamada Red Menace.
Durante su estancia en EA, Bilson comenzó a dar clases en la Universidad del Sur de California, tras ser animado a hacerlo por su amigo y compañero de gremio en World of Warcraft, Bing Gordon. Allí da clases como profesor adjunto en la Escuela de Artes Cinematográficas de la USC, donde enseña escritura de guiones tradicional, así como desarrollo de personajes y narrativa para videojuegos.
Bilson sigue trabajando a tiempo completo como guionista y productor, a la vez que imparte clases a tiempo parcial en la USC, donde fue nombrado presidente de la División de Medios Interactivos y Juegos de la USC en 2017.
Fue nombrado director de USC Games, un programa educativo conjunto gestionado por la Escuela de Artes Cinematográficas de la USC y la Escuela de Ingeniería Viterbi de la USC, en marzo de 2019.
El compañero de escritura de toda la vida de Bilson y su mejor amigo desde hace más de 40 años, Paul De Meo, falleció en 2018, justo antes de finalizar la venta de un guion que escribieron conjuntamente -Da 5 Bloods- al aclamado escritor/director/productor Spike Lee, recién llegado de su victoria en el Oscar 2019 al mejor guion adaptado por la aclamada película BlacKkKlansman. Da 5 Bloods fue distribuida por Netflix y la película fue protagonizada por Chadwick Boseman, junto con Delroy Lindo y Jean Reno.

## Filmografía

### Película
| Año  | Título                                                          |
| ---- | --------------------------------------------------------------- |
| 1985 | Trancers                                                        |
| 1986 | Zone Troopers                                                   |
| 1988 | The Wrong Guys                                                  |
| 1988 | Pulso Pounders (Trancers: Ciudad de Perdió segmento de Ángeles) |
| 1991 | The Rocketeer                                                   |
| 2013 | Escuadrón de héroes                                             |
| 2020 | Da 5 Bloods                                                     |

### Televisión
| Año       | Título       |
| --------- | ------------ |
| 1990      | The Flash    |
| 1992      | Human Target |
| 1994-1996 | Víper        |
| 1996      | The Sentinel |

### Videouegos
| Año  | Título                                        |
| ---- | --------------------------------------------- |
| 2000 | Los Sims                                      |
| 2001 | Black & White                                 |
| 2001 | Harry Potter y y la piedra filosofal          |
| 2002 | 007: Nightfire                                |
| 2002 | Harry Potter y y la cámara secreta            |
| 2002 | Medal of Honor: Allied Assault                |
| 2002 | Medal of Honor: Frontline                     |
| 2002 | El Señor de los Anillos: las dos torres       |
| 2003 | Command & Conquer: Generals                   |
| 2003 | Medal of Honor: Rising Sun                    |
| 2004 | 007: Everything or Nothing                    |
| 2004 | GoldenEye: Rogue Agent                        |
| 2004 | Harry Potter y el prisionero de Azkaban       |
| 2004 | Medal of Honor: Pacific Assault               |
| 2004 | Los Sims: Mega Deluxe                         |
| 2008 | Saints Row 2                                  |
| 2009 | Company of Heroes: Tales of Valor             |
| 2009 | Red Faction: Guerrilla                        |
| 2009 | Warhammer 40.000: Dawn of War II              |
| 2010 | Darksiders                                    |
| 2010 | Metro 2033                                    |
| 2010 | Warhammer 40.000: Dawn of War II Chaos Rising |
| 2011 | de Blob 2                                     |
| 2011 | Homefront                                     |
| 2011 | Red Faction: Armageddon                       |
| 2011 | Saints Row: The Third                         |
| 2011 | Warhammer 40.000: Dawn of War II Retribution  |
| 2011 | Warhammer 40,000: Space Marine                |
| 2012 | Darksiders II                                 |
| 2013 | Company of Heroes 2                           |
| 2013 | Metro: Last Light                             |

### Cómics
| Año  | Título                           |
| ---- | -------------------------------- |
| 2007 | The Flash: The Fastest Man Alive |
| 2007 | Red Menace                       |

## Premios y nominaciones
- The Rocketeer nominado para Presentación Dramática Mejor, Hugo Otorga 1991 Archivado el 8 de junio de 2008 en Wayback Machine..
- The Sentinel nominado a Mejor Dirección - Ciencia ficción, en los 5.º RATTY Premios (1998–1999)
- Rocketeer Núm. de Revista de la aventura 1 nominado para Historia Mejor o Asunto Solo